# Stictoptera timesoides
Stictoptera timesoides là một loài bướm đêm trong họ Noctuidae.